# Ghiacciaio Goodale
Il Ghiacciaio Goodale (in lingua inglese: Goodale Glacier) è un ghiacciaio antartico, che fluisce in direzione nord dal Monte Goodale e dal Monte Armstrong lungo il versante occidentale dei Medina Peaks, alle pendici dei Monti della Regina Maud, in Antartide. 
Il ghiacciaio fu osservato per la prima volta e mappato nel 1929 dal gruppo geologico guidato dal geologo americano Laurence Gould e facente parte della spedizione antartica (1928-30) dell'esploratore polare americano Richard Evelyn Byrd.
La denominazione è stata assegnata dall'Advisory Committee on Antarctic Names (US-ACAN) in associazione con quella del Monte Goodale, in onore di Edward Evans Goodale (1903–1989), membro del gruppo di Gould. Dal 1959 al 1968, Goodale fu il rappresentante a Christchurch, Nuova Zelanda dell'United States Antarctic Research Program (USARP) e, in questo ruolo, si occupò del trasporto di migliaia di ricercatori verso l'Antartide e ritorno.